# Vila histórica de Mambucaba
Vila histórica de Mambucaba se encontra no 4.° distrito do município de Angra dos Reis, no litoral oeste do estado do Rio de Janeiro, no Brasil.
Na antiga sede do distrito de Mambucaba, atualmente reconhecida legalmente como Vila Histórica, ficam os bairros de Parque Mambucaba (atual sede), Praia Vermelha, Praia Brava e Boa Vista.
Pelo rio Mambucaba, encontra-se a Vila Residencial de Mambucaba (antigamente conhecida como Praia da Parada) e a Praia da Batanguera (atualmente conhecida como Coqueiro ou Morrinho).
O acesso é pela Rodovia Governador Mário Covas (Rio-Santos) .

## Dados Gerais
Atualmente, a antiga vila é ponto de veranistas que vêm de outras regiões do oeste do estado do Rio de Janeiro, da cidade do Rio de Janeiro e do estado de São Paulo. Possui cerca de setecentos habitantes fixos (alcançando aproximadamente 10 000 visitantes no verão). Mantém boa parte do seu casario colonial. Sua infraestrutura teve grandes melhorias nos últimos anos, tendo praticamente todas as ruas recebido calçamento e iluminação pública. Um posto de saúde e uma escola também são oferecidos à população local pela prefeitura angrense.
Existe, ainda com esse nome, uma de duas vilas residenciais mantidas pela empresa de energia estatal Eletronuclear para empregados da Usina nuclear de Angra dos Reis.
No bairro Parque Mambucaba, conhecido antes como Perequê (que significa "caminho de subida do peixe", em virtude das áreas de mangue em suas margens onde o peixe sobe para se reproduzir - significando fartura), residem por volta de 21 mil pessoas, população que se multiplica nos finais de semana e feriados ao longo dos meses de dezembro e março, quando do afluxo de pessoas vindas, principalmente, da região do Vale do Paraíba Fluminense, e que possuem residências de veraneio no local. Esse bairro ganhou, nos últimos 15 anos, razoável infraestrutura de comércio e prestação de serviços públicos e particulares, já que muitos trabalhadores e ex-trabalhadores das obras das usinas nucleares, bem como aposentados de outras cidades, resolveram ali residir permanentemente, devido à proximidade de outras localidades com acesso ao mar e a abundância de terrenos planos vagos, bem como a facilidade de acesso via Rodovia Rio-Santos.
Essa região é atendida, em relação à segurança pública e defesa civil, pelo 33º Batalhão de Polícia Militar, cuja sede está situada na entrada do bairro Parque Mambucaba, e pelo 1º Destacamento do 26º Grupamento de Bombeiro Militar, localizado na Vila Operária. Um hospital está localizado no bairro de Praia Brava e é mantido pela Eletronuclear e atende ao Sistema Único de Saúde e a convênios. Há outros postos de saúde e um destacamento da Defesa Civil Municipal de Angra dos Reis é mantido no Parque Mambucaba.

## História
O nome, de origem indígena, tem significado controverso. Alguns afirmam que deriva de mambuca, uma pequena abelha sem ferrão mais conhecida como "japurá" (ou abelha-cachorro), abundante na região. Alguns outros se referem a uma planta muito abundante ali. Há, ainda, outros que defendem significar "passagem". Esta última interpretação busca origem no fato de que, margeando o rio, temos um caminho que já era utilizado pelos índios da região como meio de ligação com o Planalto Paulista. Esse caminho chegou a ter longos trechos calçados, utilizando-se de mão de obra escravizada, para o escoamento da produção de café dos "barões do café".
O nome "Mambucaba" também designa o rio que, junto à povoação, encontra o mar, tendo sua nascente no estado de São Paulo, dentro do Parque Nacional da Serra da Bocaina, no município de São José do Barreiro. Dentro do território fluminense, o rio marca a divisa entre os municípios de Angra dos Reis e Parati. Com isso, segundo o historiador Alípio Mendes, pode também significar "braço de mar", uma vez que o rio Mambucaba deságua no mar, como se fosse um extensão do mesmo.
O primeiro registro sobre Mambucaba talvez seja a aldeia tamoia de Mambucaba, que é citada no livro do mercenário alemão Hans Staden História verídica e descrição de uma terra de selvagens..., de 1557, o qual estabeleceu contato com os indígenas locais no século XVI.
Há relatos de época sobre a resistência dos índios, que utilizavam o lugar como local de coleta de alimentos. Diante da ocupação da região pelos portugueses no século XVI, os índios teriam permanecido na margem sul do rio, de onde atacariam com frequência os portugueses que se instalaram na margem norte (local da atual vila). Os portugueses eram obrigados a manter vigilância diuturna diante da ameaça. Os europeus persistiram no local e, ainda no século XVI, estabeleceram, ali, um importante ponto de caça a baleia para produção de óleo de baleia. Cabe salientar que esses locais eram de tamanha importância para o reino português que seu estabelecimento só se dava com autorização do próprio rei.
Do final do século XVIII ao XIX, essa localidade foi importante porto exportador de café e importador de escravizados para o Vale do Paraíba, situado na foz do Rio Mambucaba, já que aqueles que eram comprados no Município Neutro, atual cidade do Rio de Janeiro, vinham em embarcações até as ilhas situadas em frente à Vila e, lá, era feita sua triagem e encaminhamento para as fazendas serra acima.
A vila ganhou um casario significativo durante a época áurea do café, tendo um teatro, uma igreja dedicada a Nossa Senhora do Rosário, razoável e variado comércio, havendo registros do estabelecimento de um vice-cônsul da França na localidade. Com a decadência do porto, após a ligação ferroviária entre São Paulo e Rio em 1872, passou por décadas de abandono e letargia econômica.
Em 1968, foi tombada pelo Instituto do Patrimônio Histórico e Artístico Nacional — IPHAN, sendo um dos raros sítios históricos brasileiros que foram tombados em sua totalidade, não somente as edificações, mas também o traçado urbano e equipamentos referentes à ocupação do local, estando, hoje, tal situação bastante desfigurada.
A abertura da rodovia Rio-Santos no início da década de 1970 chegou a ameaçá-la, gerando vários protestos de movimentos culturais da sociedade civil em Angra dos Reis. Nessa década, ainda foi desativado o posto policial lá existente, sendo instalada uma companhia de Polícia Militar em barracões à margem da rodovia, agora com a finalidade de fornecer proteção às obras de construção das usinas nucleares.
Nas décadas seguintes, com a chegada da energia elétrica (1984), rede de água potável e calçamento de suas ruas, o turismo de veraneio se estabeleceu como a principal fonte de desenvolvimento local, juntamente com o estabelecimento de moradores vindos de outras regiões do estado e do país à procura de trabalho nas usinas.
Sua maior igreja católica, dedicada a Nossa Senhora do Rosário, ficou abandonada por muitos anos, mas já voltou a ter suas atividades religiosas após reformas.